# Жаботинська волость
Жаботинська волость — історична адміністративно-територіальна одиниця Черкаського повіту Київської губернії з центром у містечку Жаботин.
Станом на 1886 рік складалася з 5 поселень, 5 сільських громад. Населення — 4849 осіб (2472 чоловічої статі та 2187 — жіночої), 651 дворове господарство.
|                     | Площа, десятин | У тому числі орної, десятин |
| ------------------- | -------------- | --------------------------- |
| Сільських громад    | 2249           | 1441                        |
| Приватної власності | 6779           | 1938                        |
| Іншої власності     | 455            | 238                         |
| Загалом             | 9483           | 3022                        |

Поселення волості:
- Жаботин — колишнє власницьке містечко при річці Жаботинка за 50 верст від повітового міста, 1137 осіб, 147 дворів, 2 православні церкви, єврейський молитовний будинок, школа, 2 постоялих двори, 2 постоялих будинки, лавка, водяний і 16 вітряних млинів, винокурний завод. За 7 верст — Жаботинський Свято-Онуфріївський чоловічий монастир із 2 православними церквами та водяним млином.
- Завадівка (Клочанівка) — колишнє власницьке село, 1254 особи, 192 двори, 3 постоялих будинки, водяний і 6 вітряних млинів.
- Плескачівка — колишнє власницьке село, 1009 осіб, 145 дворів, православна церква, школа, 2 постоялих будинки, лавка, водяний і 7 вітряних млинів, 2 сукновальні.
- Флярківка (Грабове) — колишнє власницьке село при урочищі Снігуріве, 660 осіб, 117 дворів, трактир, постоялий будинок, 8 вітряних млинів.

Старшинами волості були:
- 1909—1910 роках — Григорій Степанович Яценко[2],[3];
- 1912—1913 роках — Савва Тимофійович Могилей[4],[5];
- 1915 року — Іов Андрійович Шамрай[6].